# 27095 Girardiwanda
27095 Girardiwanda è un asteroide della fascia principale. Scoperto nel 1998, presenta un'orbita caratterizzata da un semiasse maggiore pari a 2,1713468 au e da un'eccentricità di 0,1684358, inclinata di 5,06069° rispetto all'eclittica.
L'asteroide è dedicato alla poetessa italiana Wanda Girardi Castellani.